# 구글 도서
구글 도서(영어: Google Books, 이전 이름: 구글 북 서치/구글 프린트)는 구글이 제공하는 서비스의 하나이다. 구글이 광학 문자 인식 스캔 후 문자열로 변환한 뒤 디지털 데이터베이스에 저장한 서적과 잡지의 전문을 검색하는 서비스이다. 이 서비스는 한때 2004년 10월 프랑크푸르트 도서전에서 선보였을 때 구글 프린트(Google Print)라는 이름으로 알려졌었다. 구글 북 서치(Google Book Search)로도 알려져 있던 구글의 도서관 프로젝트는 2004년 12월에 발표되었다.

## 같이 보기
- 구글 플레이
- 전자 도서관